# Lathyrus saxatilis
Lathyrus saxatilis là một loài thực vật có hoa trong họ Đậu. Loài này được (Vent.) Vis. miêu tả khoa học đầu tiên.